# Filippo Bona
Filippo Bona foi um prelado católico romano que serviu como bispo de Famagusta (1530–1543).

## Biografia
No dia 29 de outubro de 1543, Filippo Bona foi nomeado Bispo de Famagusta durante o papado de Paulo III. Serviu como Bispo de Famagusta até à sua morte em 1552. Enquanto bispo, foi o principal co-consagrador de Leone Orsini, Bispo de Fréjus (1545) e Teodoro Pio, Bispo de Faenza (1545).